# Nhà thờ Tám mối Phúc thật
Nhà thờ Tám mối Phúc thật hay Nhà thờ bát Phúc là một nhà thờ Công giáo ở gần Biển hồ Galilee, Israel. Nhà thờ này được xây dựng trên ngọn đồi (cũng gọi là núi Eremos, hay núi Bát Phúc) ở giữa Tabgha và Caphácnaum, nơi mà xưa kia Chúa Giêsu đã giảng Bài giảng trên núi cũng gọi là "bài giảng Tám mối Phúc thật" hoặc "bài giảng bát Phúc". Các đức Giáo hoàng Phaolô VI và Giáo hoàng Gioan Phaolô II đã tới dâng lễ misa tại nhà thờ này khi các vị viếng thăm Đất Thánh. Nhà thờ này do Dòng Phanxicô quản lý

## Lịch sử
Ngay từ thế kỷ thứ 4 đã có một ngôi nhà thờ nhỏ được xây dựng ở địa điểm này. Người hành hương Egeria (khoảng năm 381) sau khi mô tả Nhà thờ Chúa hóa bánh và cá ra nhiều, đã viết: "Gần nơi này, trên một ngọn núi, có một hang động trên núi mà Đấng Cứu Thế đã trèo lên để giảng bài Tám mối phúc thật". Nhà thờ hiện nay tọa lạc gần tàn tích của một ngôi nhà thờ nhỏ thời đế quốc Byzantine từ cuối thế kỷ thứ 4, trong đó có một bể chứa nước đục trong đá ở bên dưới, và gần di tích của một tu viện nhỏ ở phía đông nam. Một phần sàn nhà ghép khảm của nhà thờ thời đế quốc Byzantine đã được tìm thấy và nay được trưng bày ở Caphácnaum.

## Thiết kế và cấu trúc
Nhà thờ hiện nay do chính phủ Ý của nhà độc tài Benito Mussolini tài trợ và do kiến trúc sư người Ý Antonio Barluzzi thiết kế, theo phong cách kiến trúc Byzantine, được xây dựng từ năm 1936 tới năm 1938, trên địa điểm bên cạnh tàn tích của nhà thờ cũ ở thế kỷ thứ 4. Nhà thờ có hình 8 cạnh, tượng trưng cho Tám mối Phúc thật. Lời của Bài giảng trên núi được ghi trên 8 tấm kính màu ở chân vòm mái nhà thờ. 
Phía dưới chân tường có bọc đá cẩm thạch, còn mái vòm thì ghép các tranh khảm màu vàng. Mặt tiền nhà thờ có 7 hình ghép khảm tượng trưng cho 3 đức Tin, đức Cậy, đức Mến và 4 đức tính căn bản là Công lý, Sự Khôn ngoan, lòng Can trường, sự Điều độ.

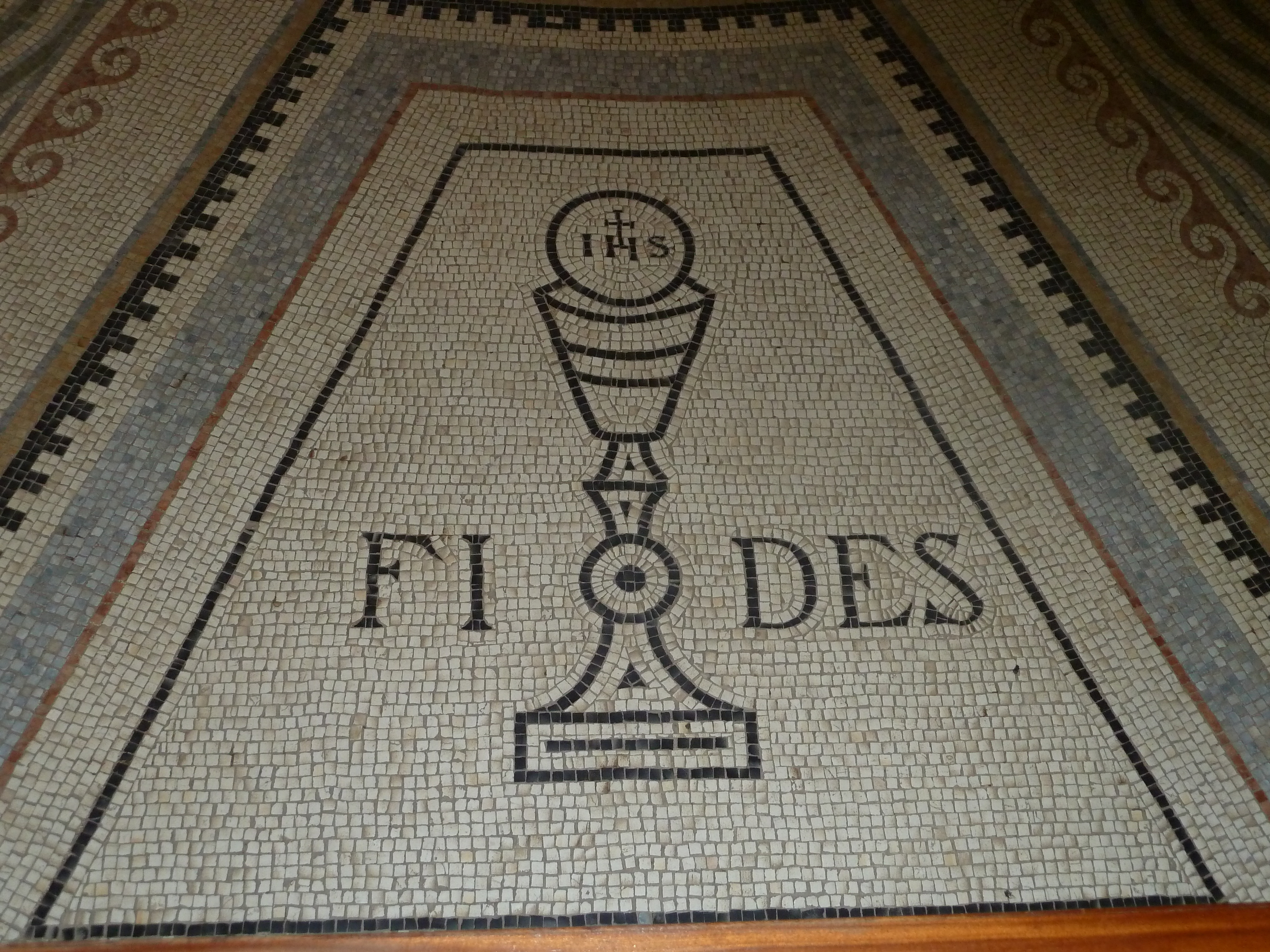
Tranh khảm biểu tượng của đức TIN (Chén lễ và Bánh thánh)
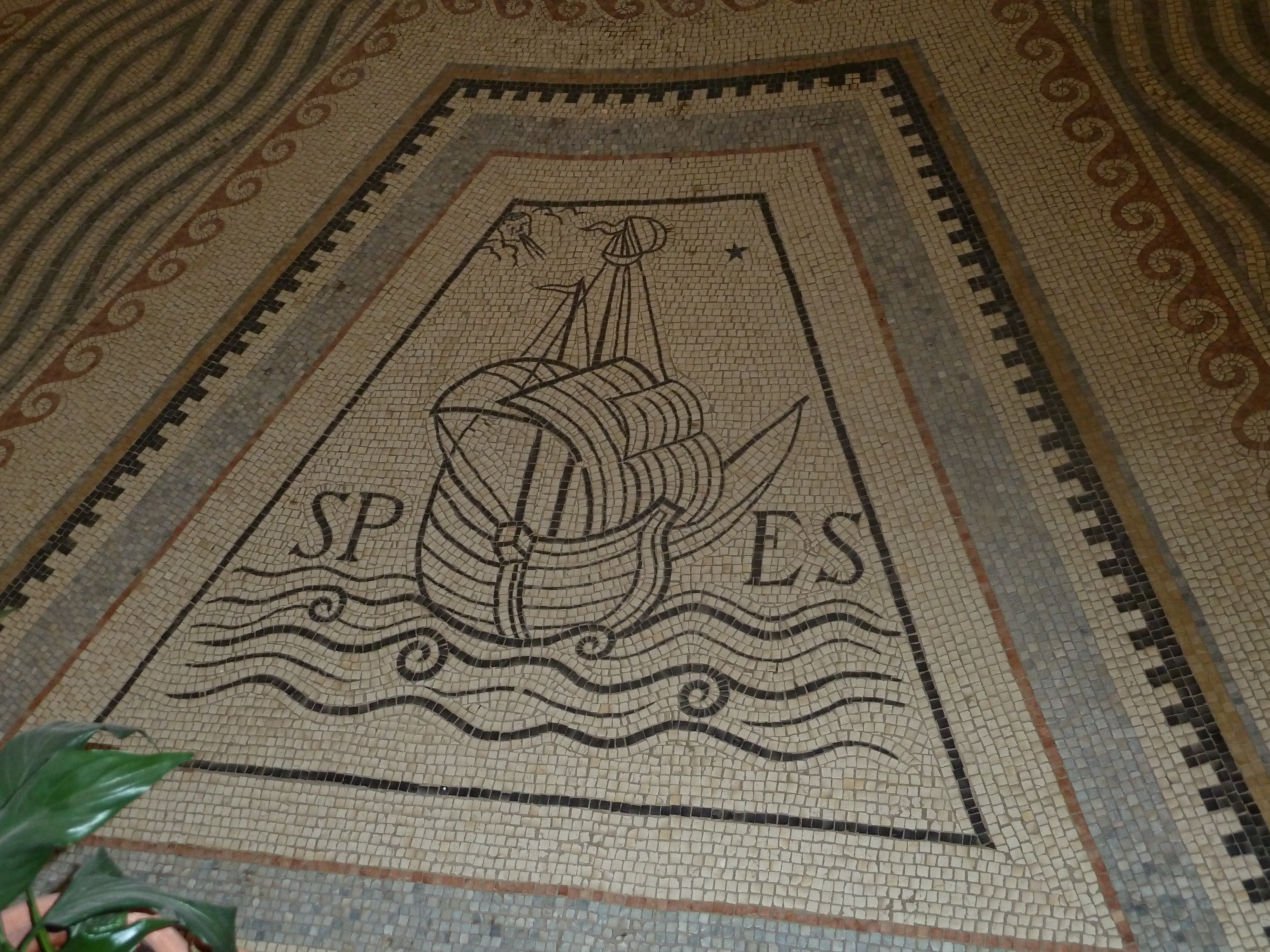
Tranh khảm biểu tượng của đức CẬY (con thuyền bồng bềnh trên sóng)
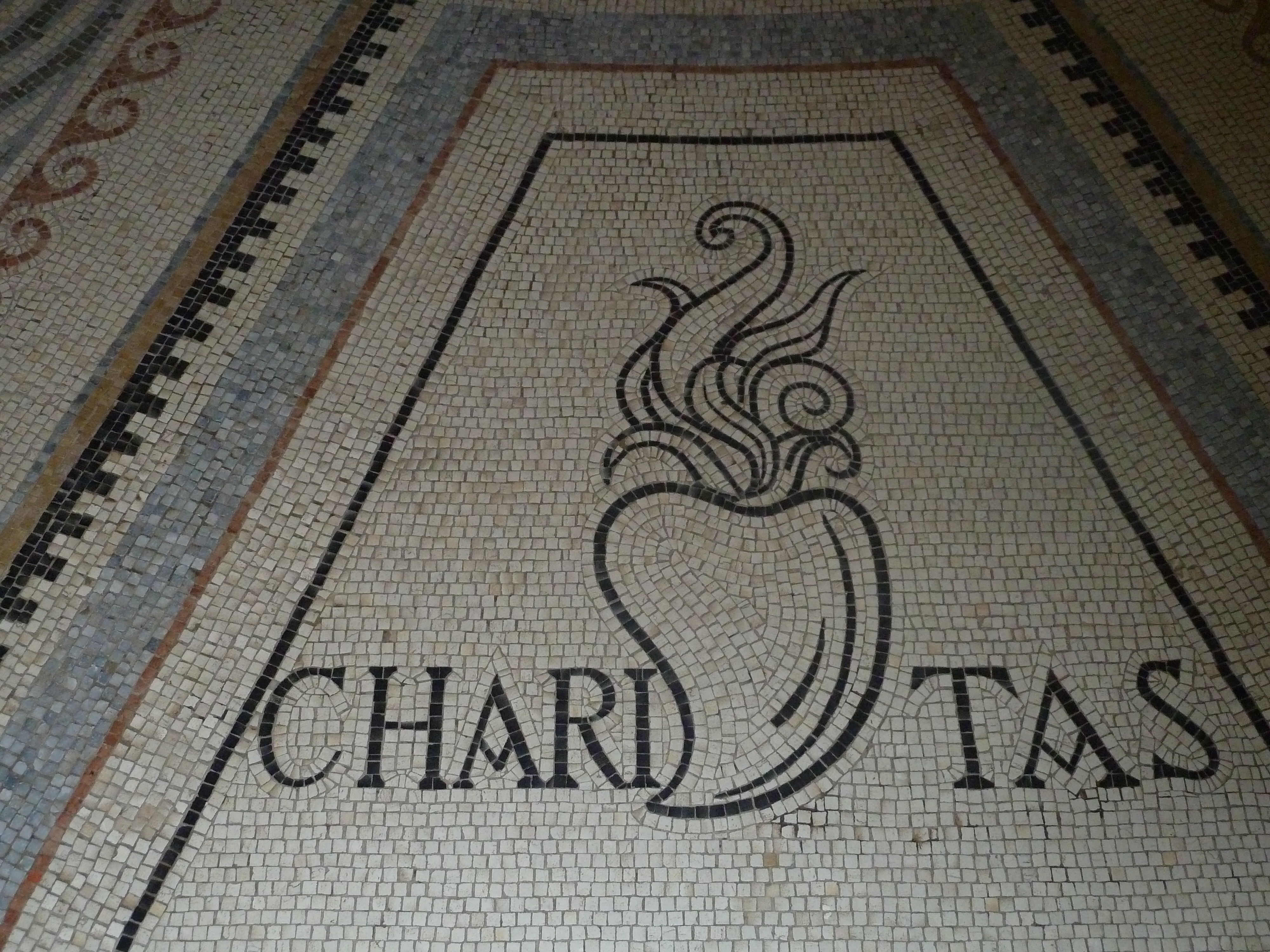
Tranh khảm biểu tượng của đức MẾN (Trái tim nồng cháy)
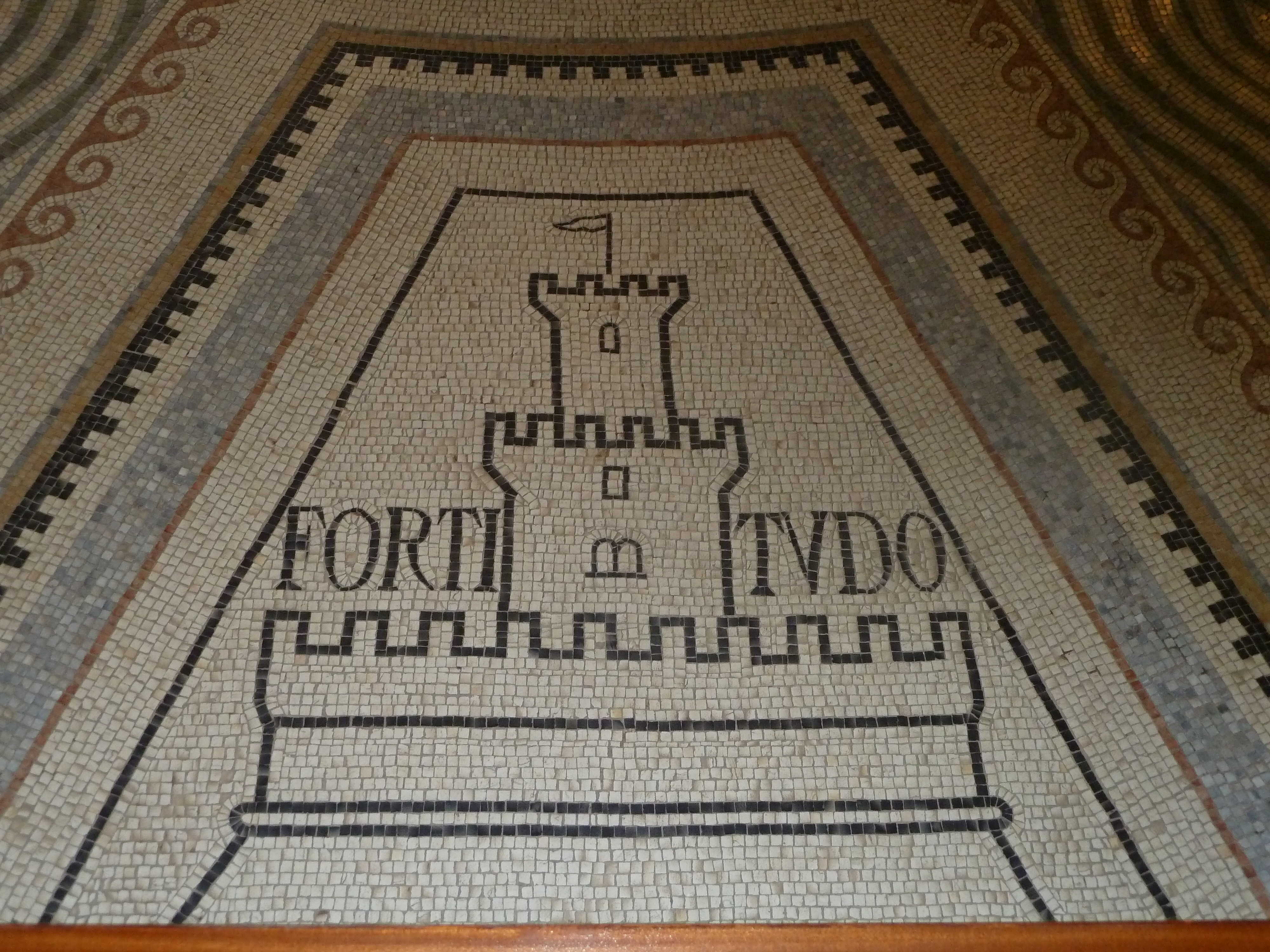
Tranh khảm biểu tượng của lòng CAN TRƯỜNG (pháo đài)